# Reversible inhibition of sperm under guidance
RISUG (Abkürzung für Reversible inhibition of sperm under guidance) ist eine in Indien entwickelte nicht-hormonelle Methode zur Empfängnisverhütung für den Mann. Dazu wird ein Kunststoffgel basierend auf Styrol-Maleinsäureanhydrid-Copolymer (SMA) in den Samenleiter injiziert. Das Adjektiv reversibel ist insofern irreführend, als es bislang keine Untersuchungen gibt, inwieweit der Eingriff bei Menschen rückgängig gemacht werden kann. Die Methode wurde von Sujoy K. Guha am Indian Institute of Technology Kharagpur entwickelt. Das Präparat befindet sich in Indien in der Phase III der klinischen Studie und ist in den Staaten Indien, China, Bangladesch und in den Vereinigten Staaten von Amerika (USA) patentiert. In den USA arbeitet die Parsemus Foundation unter dem Markennamen „Vasalgel“ an dieser Methode und strebt eine Zulassung bei der FDA an.

## Funktionsmechanismus
RISUG wird in den Samenleiter (Vas deferens), also jenen Gefäßabschnitt den die männlichen Samenzellen vor der Ejakulation durchwandern müssen, injiziert. Innerhalb weniger Minuten beschichtet diese Injektion die Wände des Samenleiters mit dem Polymergel. Dieses Gel schädigt dann die vorbeifließenden Samenzellen derart, dass sie nicht mehr imstande sind, eine weibliche Eizelle zu befruchten. Der Methode liegt die Idee zugrunde, dass die Sterilität rückgängig gemacht werden kann, indem das Kunststoffgel durch Injektion des Lösungsmittels Dimethylsulfoxid (DMSO) oder von Natriumhydrogencarbonatlösung herausgespült wird.
Nach der Anwendung an 250 Freiwilligen wurden keine Nebenwirkungen verzeichnet, die über eine leichte Hodenschwellung, die bei manchen Probanden direkt nach der Injektion auftrat, hinausgingen. Etwaige Schwellungen verschwanden innerhalb weniger Wochen. Wegen des ungehinderten Austritts der Spermien gab es bei den Probanden keine Druckgefühle oder Granulombildung, wie sie bei Vasektomie-Patienten auftreten können.
Eine 2009 veröffentlichte Weiterentwicklung von RISUG ist ein SMA-Gel, das fein verteilte Eisenoxid- und Kupferpartikel enthält (Smart RISUG): durch diese werde die spermizide Wirkung erhöht, da freigesetzte Kupferionen zu einer Herabsetzung der Beweglichkeit und vermehrter Missbildung der Spermien führten. Ferner ließen sich nach der Injektion die Lage und Form des Gelkörpers im Samenleiter durch Anlegen eines elektromagnetischen Feldes noch korrigieren, auch eine Entfernung soll durch eine Verflüssigung im Magnetfeld möglich sein.

## Vorteile
- Gesundheit: Keine hormonelle Belastung beider Partner.
- Effektivität: Bei 250 Versuchspersonen gab es nur eine ungeplante Schwangerschaft, die aufgrund einer unsachgemäßen Injektion entstanden war. Bei 15 dieser Versuchspersonen liegt der Eingriff bereits länger als 10 Jahre zurück.

- RISUG erfordert im Gegensatz zum Gebrauch von Kondomen keine Unterbrechung des Sexualaktes.
- Ambulanter Eingriff: Die Männer können die Klinik sofort nach der Injektion wieder verlassen und ihr gewohntes Sexualleben nach einer geringen Wartezeit, bis keine Spermien im Ejakulat mehr nachweisbar sind (in der Regel innerhalb einer Woche), wieder aufnehmen.
- Langfristige Effektivität: Laut Erfinder Guha soll eine einzige Injektion eine Wirkungsdauer von bis zu 10 Jahren haben.
- Kostengünstig: RISUG wurde als kostengünstige Verhütungsmethode entwickelt, um auch ärmeren Bevölkerungsschichten Familienplanung zu ermöglichen. Im Gegensatz zu hormonellen Präparaten, die regelmäßig eingenommen werden müssen, fallen hier nur die Kosten für einen Eingriff an.
- Ökologische Aspekte: Es entsteht keine hormonelle Belastung von Gewässern[3] durch Ausscheidungen hormoneller Stoffe (wie z. B. bei der Antibabypille).

## Nachteile
- Die nichtinvasive Entfernung nach längerer Tragezeit des Kunststoffgels ist nicht gesichert.